# فرانسیس پلهام، ارل پنجم چیچستر
فرانسیس پلهام، ارل پنجم چیچستر (انگلیسی: Francis Pelham, 5th Earl of Chichester; ۱۸ اکتبر ۱۸۴۴ – ۲۱ آوریل ۱۹۰۵) بازیکن کریکت، بازیکن فوتبال، و سیاستمدار اهل پادشاهی متحد بریتانیای کبیر و ایرلند بود.
از باشگاه‌هایی که در آن بازی کرده‌است می‌توان به باشگاه فوتبال واندررز اشاره کرد.